# Magdalenen-Terrasse

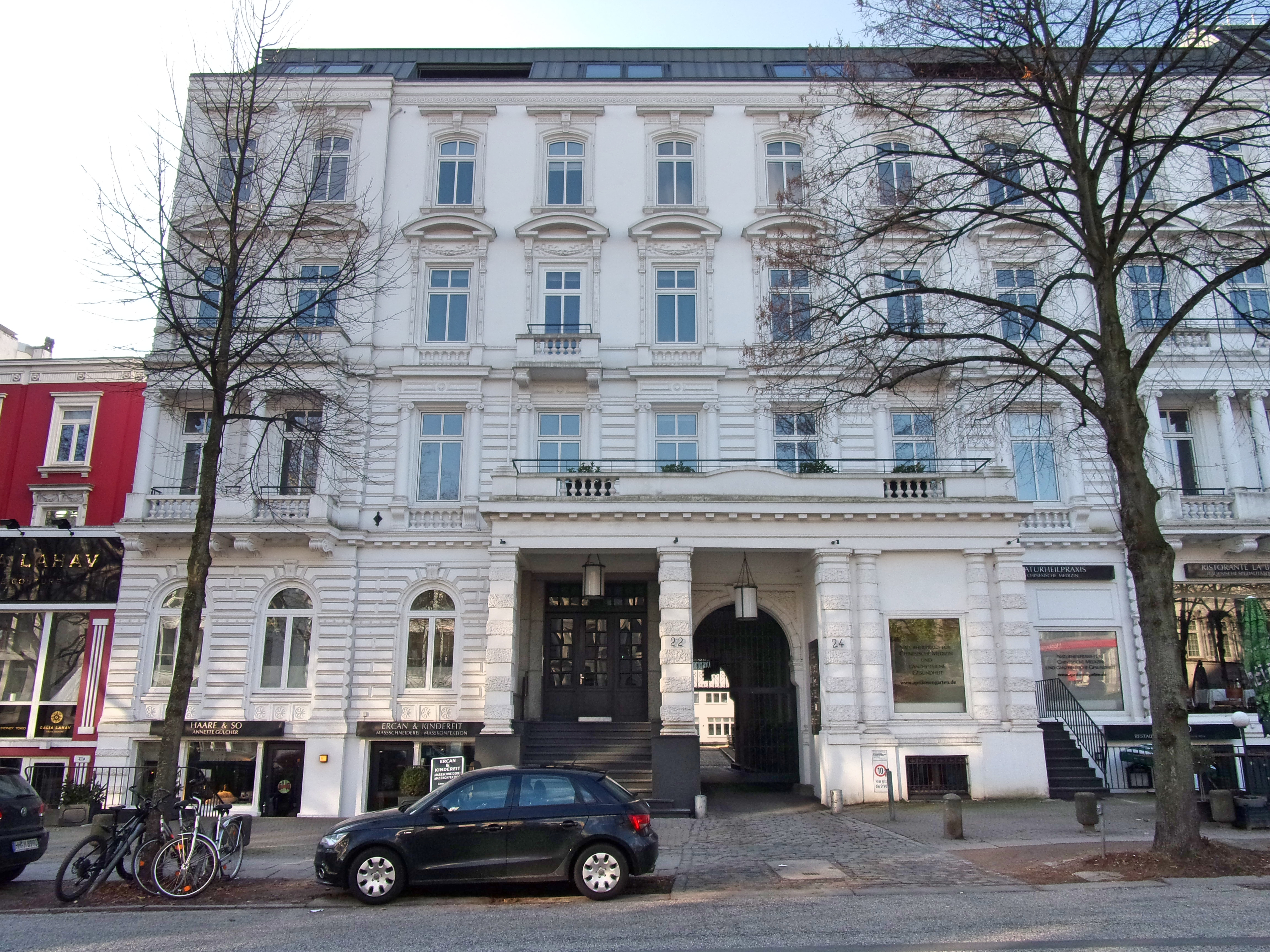
Vorderhaus

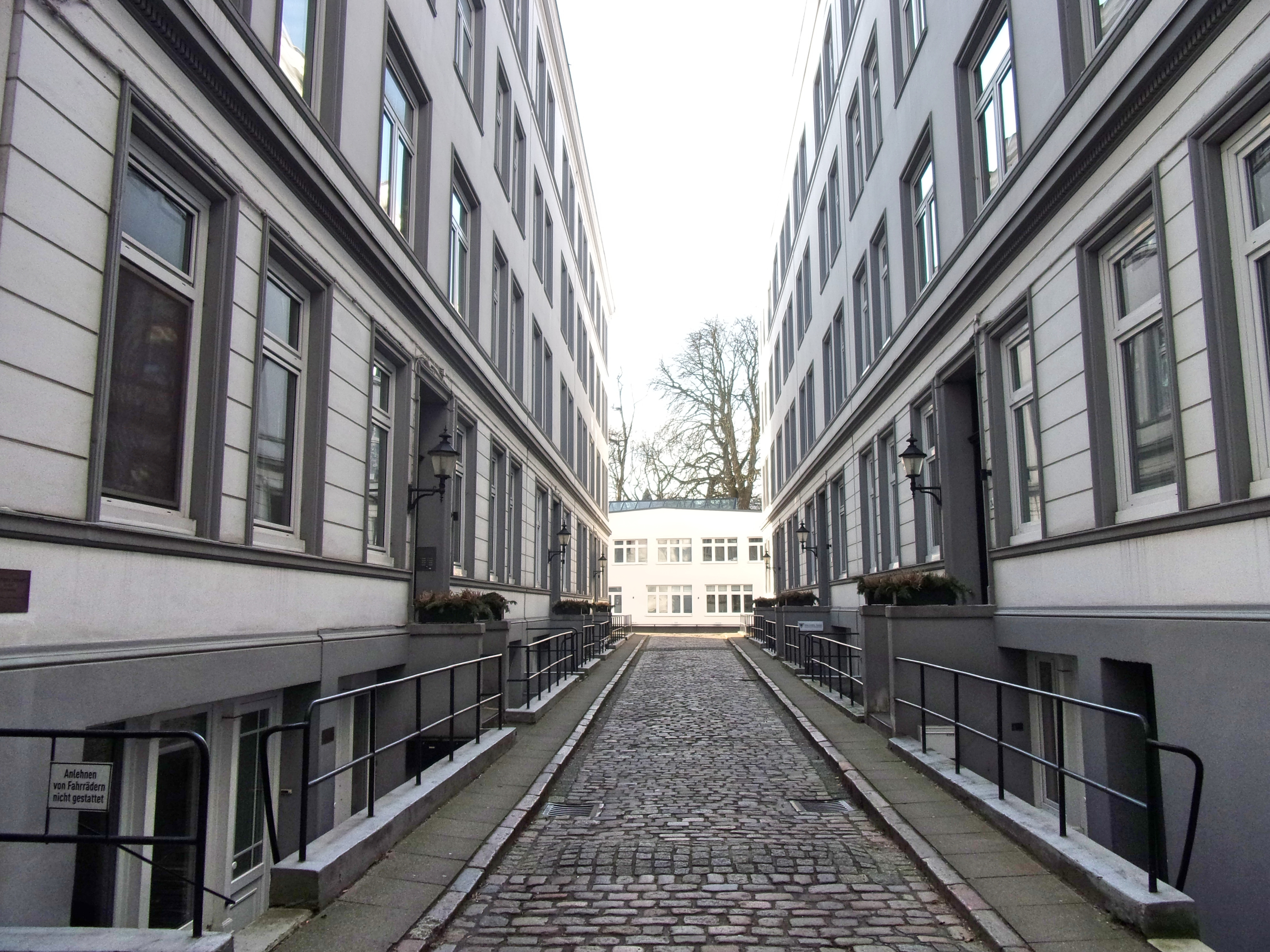
Hinterhof

Das Wohn- und Geschäftshaus Magdalenen-Terrasse in Hamburg-Rotherbaum trägt die Adresse Mittelweg 22–24. Eigentlich tragen nur die Terrassenhäuser im Hinterhof diesen Namen; das Vorderhaus wird vom Eigentümer als „Palais am Mittelweg“ vermarktet.

## Beschreibung
In der Mitte des mit einer repräsentativen klassizistischen Fassade ausgestatteten Vorderhauses führt ein Durchfahrtstor zu einer gepflasterten Privatstraße, an der die beiden als Wohnterrassen angelegten Hinterhäuser mit sechs durch je einen ursprünglich gasbetriebenen Armleuchter hervorgehobenen Eingängen (22a–c und 24a–c) liegen. Die Terrassenhäuser erinnern an architektonische Vorbilder in London und gehören zu den „detailreichsten“ Hinterhausanlagen Hamburgs. Die Lichtschächte zu den Souterrainwohnungen sind mit Eisengeländern abgesperrt.
Das Hofportal war ursprünglich mit einem Segmentbogen mit beiderseits sitzenden Frauenfiguren und Kindern mit Kränzen ausgeschmückt. Die Erdgeschosswohnungen waren durch eine Innentreppe mit dem Untergeschoss verbunden, in dem sich Werkstätten, Küchen und Mädchenzimmer befanden („Unterhaus“). Am Ende des Hinterhofs findet sich eine zweigeschossige Remise, in der sich heute Büros befinden (Nr. 22d).

## Geschichte
Das Gebäude wurde in den Jahren 1879–1881 nach einem Entwurf von J. B. Heyn erbaut, 1893 an einen neuen Eigentümer versteigert und 1924 von Gerhard Langmaack um ein zusätzliches Geschoss erweitert.

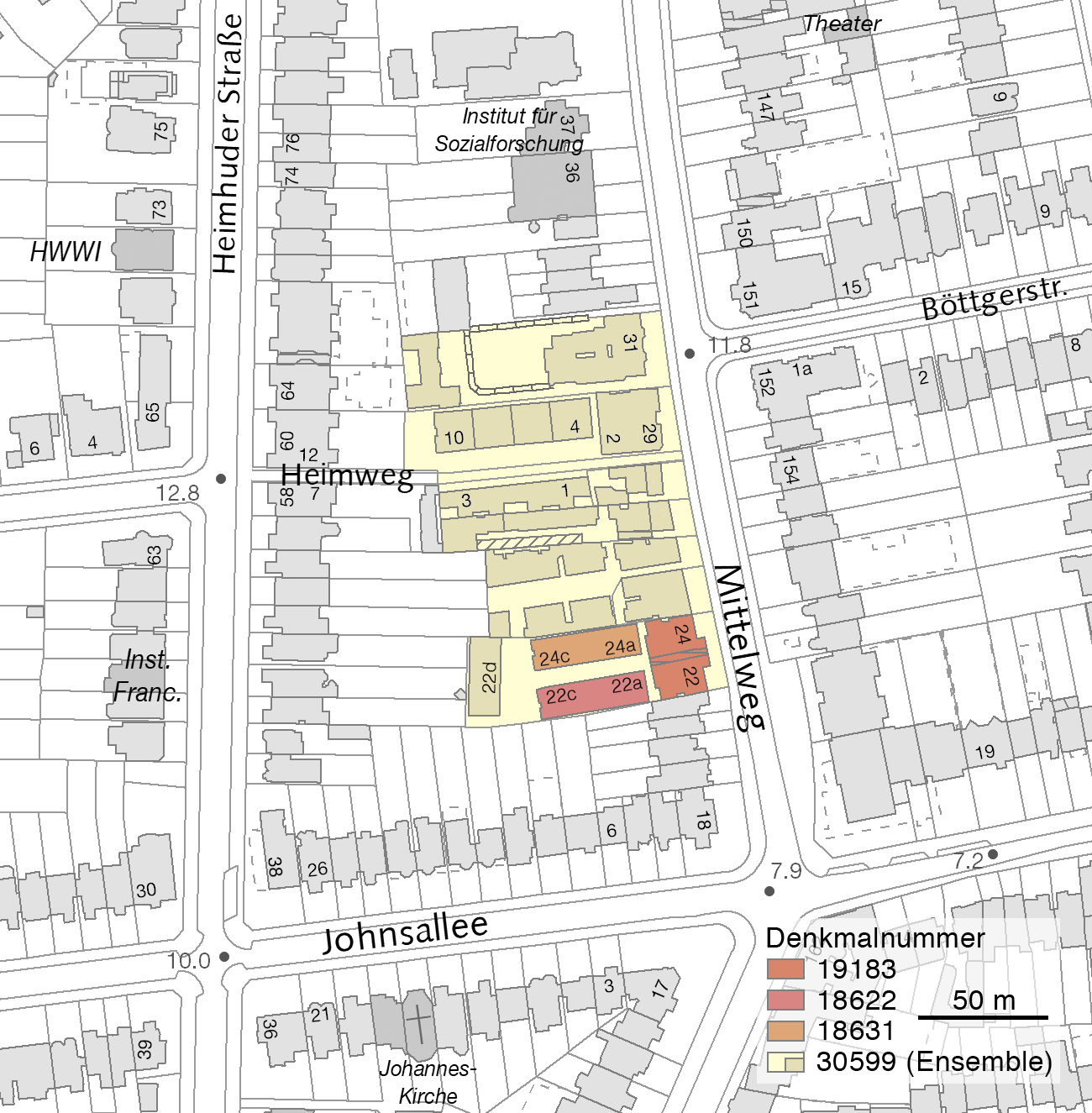
Lageplan des denkmalgeschützten Terrassen-Ensembles

Als Teil eines Ensembles mit den Gebäuden Mittelweg 25 (mit der Pöseldorf-Terrasse Albert Heidtmanns von 1886/87 im Hinterhof), Mittelweg 26–30 und weiteren Gebäuden am anliegenden Heimweg sind das Vorderhaus und die beiden Terrassenhäuser denkmalgeschützt.